# خودکشی میان پزشکان
مطالعات نشان می‌دهند  که احتمال خودکشی پزشکان بیش از قشرها دیگر است. حتی کسانی که تحصیلات پزشکی دارند اما پزشک نیستند، کم‌تر احتمال دارد دست به خودکشی بزنند.
نرخ خودکشی میان پزشکان زن با مرد به‌تقریب برابر است. اما با این حال، همان‌طور که اشاره شد، از قشرها دیگر جامعه بسیار بالاتر است. لازم به یادآوری است که احتمال ارتکاب خودکشی میان پزشکان زن بالاتر از پزشکان مرد است. نرخ احتمال ارتکاب به خودکشی میان پزشکان زن ۲۵۰٪ و پزشکان مرد ۷۰٪ بیش از سایر قشرها است.

## دانشجویان پزشکی
با آنکه پژوهشی به سال ۱۹۹۹ نشان داد که خطر ارتکاب به خودکشی میان پزشکان بالا است، در رابطه با نرخ ارتکاب به خودکشی میان دانشجویان این رشته هنوز پژوهش جامعی صورت نگرفته‌است. بر پایه پژوهشی که از سال ۲۰۰۰ تا ۲۰۱۴ در کشور ایالات متحده آمریکا صورت پذیرفت، مشخص شد که نخستین علت مرگ میان پزشکان این کشور، خودکشی است.

### نهادها
در سال ۲۰۱۸ روزنامه‌نگاری از ریفاینری۲۹، بیمارستان مانت سینای در منهتن را مورد بررسی قرار داد تا بفهمد این مرکز چگونه به خودکشی پزشکانش واکنش نشان می‌دهد.

## پاسخ‌ها
طبق روال گذشته پزشکانی که به سبب داشتن افکار خودکشی تقاضای کمک می‌کرده‌اند، با واکنش‌های منفی حرفه‌ای از جمله باطل شدن پروانه کارشان، برخورد با موانع گوناگون در یافتن شغل در آینده و محدود شدن مزایای حرفه‌ایشان روبرو می‌شده‌اند. با این حال سازمان‌های ناسودبر و سامانه‌های بهداشتی گوناگونی در پی ایجاد راهکارهایی برآمده‌اند تا پزشکان و دیگر متخصص‌های کارا در این رشته بتوانند درخواست کمک و پشتیبانی کرده و نیز موانع سامانه‌ای موجود بر سر دریافت درمان مناسب برای آنان از میان بروند. برخی سازمان‌های حرفه‌ای کارا در این زمینه نیز خواستار آن شده‌اند تا عواقب منفی حرفه‌ای ناشی از درخواست کمک برای درمان افکار خودکشی میان پزشکان از میان بروند.

## در رسانه‌ها
آسیب نرسان (به انگلیسی: Do No Harm)  مستندی است در رابطه با خودکشی پزشکان که به سال ۲۰۱۸ منتشر شد.